# 天照皇大神宮教

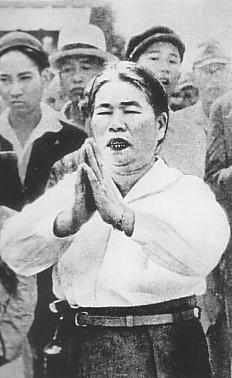
北村サヨ、1945年～1950年頃

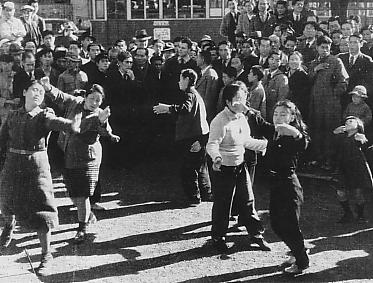
教団の「無我の舞」、1948年9月

天照皇大神宮教（てんしょうこうたいじんぐうきょう）は、宗教法人格を有す新宗教団体の一つ。文化庁『宗教年鑑』の分類では「諸教」となっている。

## 概要
信者数は国内で約49万人（2021年末現在）。本部は、山口県熊毛郡田布施町大字波野10123。山口道場は、山口県山口市平井188。東京道場は、東京都千代田区九段北4丁目3-18。
教祖は熊毛郡田布施町の農婦、北村サヨ（大神様、1900年1月1日-1967年12月28日）（出生地：山口県玖珂郡日積村大里（現在の柳井市日積））。二代目教主はサヨの孫娘（サヨの長男北村義人（若神様、宗教法人天照皇大神宮教代表役員）の娘）、北村清和（姫神様、1950年4月27日-2006年6月7日）。三代目教主は清和の娘・北村明和（明和様、1990年1月9日-）。
1946年、教団ではこの年を「神の国の紀元元年」と呼び、独自の元号「紀元」を使用し始めた。
なお、教団の名称は、第二次大戦終結前の国粋主義的な歴史教育を受けた人々に対して、宇宙の最高神の教えであることを示すべく、教祖の肚に入った神によって呼称されたものである。内実としては、神道（皇大神宮・伊勢神宮）とも他の既成宗教や新興宗教ともまったく関係がない。とりわけ、『日本書紀』や『古事記』で書かれているような日本神話の神々とは、無関係である。
すなわち、天照皇大神宮教の神とは、仏教でいう本仏やキリスト教でいう天なる神と同じ、宇宙絶対神であるとしている。
このことに該当する記述は、教団が出版している『生書』（「せいしょ」）第一巻によると、次のとおりである。「夜はまた夜で肚のもの（＝教祖の肚に入った神―当編者補足）は、思いもよらぬことを教祖に話して聞かせるのである。『おサヨ、天照皇大神宮というのは、日本小島の守護神と思うなよ。宇宙を支配する神は一つしかありゃしない。キリストの天なる神、仏教の本仏というのもみな一つものぞ』と」。

## 神の国
天照皇大神宮教では、「世界平和は己の心の平和から」と捉え、心が清らかで正しい人間になることが、まず大切であると説いている。
そして、個人の心の平和から、家庭の平和、学校の平和、職場の平和、地域の平和へと拡充していくことを目指している、という。
教祖の肚に入った神の目的は、地上神の国建設であり、教祖が説く教えを中心に、神行（しんこう）の日々を送る同志の世界ができたことで、「神の国ができた」としている。そして、この世界が広がることが、地上神の国建設である、と説明している。

## 教祖
教祖の北村サヨは、小学校6年間を経たのち、嫁いだ農家の主婦であったが、放火の疑いのある自宅の火事を機に、丑の刻参りや水行を始めた。そして、1944年（昭和19年）5月4日、肚で何者かがものを言うようになり、人々に教えを説き始めた、という。10日には「名妙法連結経」（仏教の「南無妙法蓮華経」ではない）を唱えたという。
『生書』第一巻によると、サヨは、神から「世界が一目に見えるめがね」を授かり、宇宙一切のもの、そして、人の過去の行状から前世にいたるまで、見ることができたという。
その後、サヨは国内はもとより、世界各国に何度も巡教し、その教えを広めた。その様子は、『生書』の第一巻から第四巻までに記されている。
そして、昭和19年5月から死去するまでの24年間にわたり、サヨは日々、教えを説き続けたという。

## 教勢
文化庁『宗教年鑑　令和4年版』（86-87頁）によると公称信者数は、令和3（2021）年末に49万807人で、生長の家（34万8119人）、円応教（43万9767人）、金光教（37万4643人）などを上回っている。山口県からの移民が多かったアメリカ合衆国ハワイ州にはサヨ自ら巡教に訪れており、日系人を中心に一定数の信者がいるほか、1976年には道場も開設されている。

## その他
天照皇大神宮教の特徴の一つは、他の宗教団体と一切連携しない点である。たとえば、ある新聞記者から、「他の宗教とどんな関係がありますか」と聞かれ、教祖は「何の関係もない。いっさい手をつながない。世の末が来て世の中が乱れに乱れて宗教も人間宗教になったり、死にもの宗教になったから、天なる神が天降って神直々の真の宗教を教えよる」と答えている。